# Vogelweh
Vogelweh ist ein Stadtteil im Westen der kreisfreien Großstadt Kaiserslautern in Rheinland-Pfalz. 

## Lage
Im Norden wird der Stadtteil durch die Pariser Straße und den Rangierbahnhof Einsiedlerhof begrenzt. Östlich erstreckt sich der Stadtteil Bännjerrück.

## Geschichte
Große Teile der Einwohner sind US-amerikanische Staatsbürger, die in der Vogelweh Housing Area leben, einer Siedlung für Angehörige des US-Militärs und deren Familien. Die Vogelweh Housing Area, mit deren Bau in den 1950er-Jahren im Zuge der Stationierung von US-Militär in Kaiserslautern und Umgebung begonnen wurde, ist Teil der Kaiserslautern Military Community (KMC). Seit 1954 sendet AFN Kaiserslautern aus den Studios im Vogelweh Complex.
Bis 2002 war die Vogelweh Bestandteil des Ortsbezirks Kaiserslautern-West, der danach aufgelöst wurde.

## Infrastruktur

### Verkehr
In Vogelweh befinden sich das ehemalige Bahn-Ausbesserungswerk der Deutschen Bahn AG, das privatisiert wurde und heute zur schwedischen Euromaint-Gruppe gehört sowie der Sender Kaiserslautern-Vogelweh.
Anschluss an das Straßennetz besteht über die Anschlussstelle KL-West der A6 sowie über die Bundesstraße 37 und die Bundesstraße 270. Zudem fährt die Buslinie 101 der SWK den Stadtteil an, ebenso existiert seit Oktober 1952 an der Bahnstrecke Kaiserslautern–Saarbrücken der Haltepunkt Vogelweh, an dem seit 2006 Züge der S-Bahn Rhein-Neckar halten. Bis 1985 war Vogelweh außerdem der westliche Endpunkt des ehemaligen Oberleitungsbusses Kaiserslautern.

### Sonstiges
Darüber hinaus befinden sich vor Ort die Vogelweh Elementary, eine Feuerwache der US-Militärverwaltung und seit 1994 die Kapaun AS.